# Upton County
Upton County je okres ve státě Texas v USA. K roku 2010 zde žilo 3 355 obyvatel. Správním městem okresu je Rankin. Celková rozloha okresu činí 3 217 km².